# Villa Carmela Vittoria
Villa Carmela Vittoria è una villa di Napoli di interesse storico-artistico ubicata in Viale Colli Aminei, 7 e costituisce nel tessuto edilizio circostante un elegante esempio di architettura liberty.

## Storia e descrizione
Costruita tra il 1914 e il 1922 dall'imprenditore edile Vincenzo Savarese, lo stesso che tra il 1936 ed il 1942 si farà costruire a Posillipo l'omonima villa ad opera di Luigi Cosenza, presenta il piano terra ad una quota superiore rispetto alla strada.
L'architettura, a pianta poligonale e simmetrica, è caratterizzata al centro dalla torre belvedere ottagonale, dove smonta il corpo scala retrostante, e ai lati da due terrazzi con i  rispettivi porticati sottostanti. Le facciate sono  segnate  da un'ampia fascia di mattoni a faccia vista tra le finestre del primo piano a cui si aggiungono in basso ed in alto delle fasce orizzontali di terracotta con motivi vegetali.

## Fonti
- Renato De Fusco, Il floreale a Napoli, Edizioni Scientifiche italiane, Napoli 1959
- Bossaglia Rossana Bossaglia, Archivi del liberty italiano: architettura, Franco Angeli, Milano 1987
- Pasquale Belfiore, Benedetto Gravagnuolo, Napoli, Architettura e urbanistica del Novecento, Editori Laterza, Bari 1994;
- Alessandro Castagnaro, L'architettura del Novecento a Napoli: il noto e l'inedito, Edizioni Scientifiche Italiane, Napoli 1998.